# Pedro da Hungria
Pedro Orseolo ou Pedro da Hungria (em húngaro:  Péter Orseolo; em latim: Petrus Orseolo;Veneza, 1011 — Székesfehérvár, 1046 (35 anos)). Segundo rei da Hungria , sobrinho materno do rei Estêvão I da Hungria e descendente paterno da ilustre família veneziana Orseolo.

## Árvore genealógica da Casa de Arpades
|-

### Bibliografía
- Császár, M. , Csóka J. , Györffy, Gy. , Horváth, J. , Kurcz Á. y Szilágyi L. (1971). István Király emlékezete. Budapest, Hungría: Európa Könyvkiadó.
- Horváth, P. y Hámori, P. (2003). Történelem. Budapest, Hungría: Nemzet Tankönyvkiadó.